# Scouse the Mouse
Scouse the Mouse è un album discografico pubblicato nel 1977 come colonna sonora di un musical per la televisione, avente per protagonista un topo. Ringo Starr canta in 8 delle 15 tracce, ma non essendo l'album accreditato interamente a lui, non si può considerare a tutti gli effetti il suo ottavo album solista.

## Tracce
In grassetto sono indicati i brani cantati da Ringo Starr.
1. Living in a pet shop
2. Sing a song for the tragapan
3. Scouse's dream
4. Snow up your nose for Christmas
5. Running free
6. America (A mouse's dream)
7. Scousey
8. Boat ride
9. Scouse the mouse
10. Passenger pigeon
11. I know a place
12. Caterwaul
13. SOS
14. Ask Louey
15. A mouse like a me

A Mouse Like Me appare sull'album Bad Boy, con testo leggermente diverso e il titolo A Man Like Me.